# Just Be Good to Green
Just Be Good to Green ist ein Song des britischen Rappers Professor Green, der gemeinsam mit der britischen Popsängerin Lily Allen interpretiert wird. Der Song wurde am 25. Juni 2010 als zweite Singleauskopplung aus Greens zweitem Studioalbum Alive Till I’m Dead veröffentlicht.
2010 wurde der Song bei den UK Festival Awards in der Kategorie Anthem of the Year nominiert.

## Hintergrund
Das Lied wurde schon 2007 aufgenommen, als Professor Green bei The Beats unterzeichnet war. Es wurde von Semothy Jones produziert, der Refrain wurde damals von Neon Hitch gesungen.
2009 fing Green mit der Zusammenarbeit mit Lily Allen auf Facebook an. Die Melodie des Liedes kommt von dem Song Just Be Good to Me von The SOS Band. Die Melodie von diesem Song wurde schon früher oft gecovert.

## Musikvideo
Die Premiere des Musikvideos war auf dem offiziellen Kanal von Professor Green auf YouTube, am 21. Mai 2010.

## Kommerzieller Erfolg

### Chartplatzierungen
Just Be Good to Green stieg in Großbritannien auf Platz 5 ein und war Greens zweiter Top-5-Hit.
| ChartsChartplatzierungen     | Höchstplatzierung | Wochen |
| ---------------------------- | ----------------- | ------ |
| Vereinigtes Königreich (OCC) | 5 (12 Wo.)        | 12     |

### Auszeichnungen für Musikverkäufe
| Land/Region                  | Auszeichnungen für Musikverkäufe (Land/Region, Auszeichnung, Verkäufe) | Verkäufe |
| ---------------------------- | ---------------------------------------------------------------------- | -------- |
| Vereinigtes Königreich (BPI) | Silber                                                                 | 200.000  |
| Insgesamt                    | 1× Silber ·                                                            | 200.000  |